# Ruhne
Ruhne – dzielnica (Ortsteil) wiejskiej gminy Ense w powiecie Soest, w kraju związkowym Nadrenia Północna-Westfalia, w rejencji Arnsberg.

## Demografia
Według danych z 2000 roku w Ruhne mieszkało 335 mieszkańców. Liczba ta stopniowo wzrastała lub się zmniejszała; 314 (2005), 317 (2010), 303 (2015), 315 (2020). Według spisu ludności z lipca 2024 roku, w Parsit mieszkało 325 mieszkańców.

## Geografia
W Ruhne i dookoła jej biegnie czternaście dróg.

## Etymologia
W połowie XII wieku nazwa dzielnicy brzmiała Rune. Prawdopodobnie nazwa dzielnicy wywodzi się od pregermańskiego słowa rūn ("nacięcie") i odnosi się ono do położenia dzielnicy.

## Historia

### Reorganizacja gmin
W ramach reorganizacji gmin 1 lipca 1969 roku Ruhne wraz z 13 innymi miejscowościami stało się częścią nowej gminy Ense.

## Edukacja
Według danych z 2022 roku w Ruhne oraz Waltringen, Volbringen, Gerlingen, Sieveringen, Oberense i Bittingen nie ma placówek opieki nad dziećmi.